# Cupa Luxemburgului
Cupa Luxemburgului (franceză Coupe de Luxembourg) este competiția fotbalistică națională de cupă din Luxemburg.

## Finalele cupei
| An          | Câștigător                             | Scor                                   | Finalist                               |
| ----------- | -------------------------------------- | -------------------------------------- | -------------------------------------- |
| 1922        | Racing Club Luxembourg                 | 2–0                                    | Jeunesse Esch                          |
| 1923        | Fola Esch                              | 3–0                                    | Union Luxembourg                       |
| 1924        | Fola Esch                              | 2–0                                    | Red Boys Differdange                   |
| 1925        | Red Boys Differdange                   | 1–1 aet 3–0 (R)                        | Spora Luxembourg                       |
| 1926        | Red Boys Differdange                   | 5–2                                    | Union Luxembourg                       |
| 1927        | Red Boys Differdange                   | 3–2                                    | Jeunesse Esch                          |
| 1928        | Spora Luxembourg                       | 2–2 aet 3–3 aet (R) 5–2 (2R)           | Stade Dudelange                        |
| 1929        | Red Boys Differdange                   | 5–3                                    | Spora Luxembourg                       |
| 1930        | Red Boys Differdange                   | 2–1                                    | Spora Luxembourg                       |
| 1931        | Red Boys Differdange                   | 5–3                                    | Spora Luxembourg                       |
| 1932        | Spora Luxembourg                       | 2–1                                    | Red Boys Differdange                   |
| 1933        | Progrès Niedercorn                     | 4–1                                    | Union Luxembourg                       |
| 1934        | Red Boys Differdange                   | 5–2                                    | Spora Luxembourg                       |
| 1935        | Jeunesse Esch                          | 4–2                                    | Red Boys Differdange                   |
| 1936        | Red Boys Differdange                   | 2–0                                    | Stade Dudelange                        |
| 1937        | Jeunesse Esch                          | 3–0                                    | Union Luxembourg                       |
| 1938        | Stade Dudelange                        | 1–0                                    | National Schifflange                   |
| 1939        | US Dudelange                           | 2–1                                    | Stade Dudelange                        |
| 1940        | Spora Luxembourg                       | 6–2                                    | Stade Dudelange                        |
| 1941 – 1944 | Cup not played due to Second World War | Cup not played due to Second World War | Cup not played due to Second World War |
| 1945        | Progrès Niedercorn                     | 2–0                                    | Spora Luxembourg                       |
| 1946        | Jeunesse Esch                          | 3–1                                    | Progrès Niedercorn                     |
| 1947        | Union Luxembourg                       | 2–1                                    | Stade Dudelange                        |
| 1948        | Stade Dudelange                        | 1–0                                    | Red Boys Differdange                   |
| 1949        | Stade Dudelange                        | 1–0                                    | Racing Rodange                         |
| 1950        | Spora Luxembourg                       | 5–1                                    | Red Boys Differdange                   |
| 1951        | SC Tétange                             | 1–1 aet 2–0 (R)                        | CS Grevenmacher                        |
| 1952        | Red Boys Differdange                   | 1–0                                    | Red Star Merl                          |
| 1953        | Red Boys Differdange                   | 2–1                                    | CS Grevenmacher                        |
| 1954        | Jeunesse Esch                          | 5–0                                    | CS Grevenmacher                        |
| 1955        | Fola Esch                              | 1–1 aet 4–1 (R)                        | Red Boys Differdange                   |
| 1956        | Stade Dudelange                        | 3–1                                    | Progrès Niedercorn                     |
| 1957        | Spora Luxembourg                       | 2–1                                    | Stade Dudelange                        |
| 1958        | Red Boys Differdange                   | 2–1                                    | US Dudelange                           |
| 1959        | Union Luxembourg                       | 3–1                                    | CS Grevenmacher                        |
| 1960        | National Schifflange                   | 3–0                                    | Stade Dudelange                        |
| 1961        | Alliance Dudelange                     | 3–2                                    | Union Luxembourg                       |
| 1962        | Alliance Dudelange                     | 1–0                                    | Union Luxembourg                       |
| 1963        | Union Luxembourg                       | 2–1                                    | Spora Luxembourg                       |
| 1964        | Union Luxembourg                       | 1–0                                    | Aris Bonnevoie                         |
| 1965        | Spora Luxembourg                       | 1–0                                    | Jeunesse Esch                          |
| 1966        | Spora Luxembourg                       | 2–0                                    | Jeunesse Esch                          |
| 1967        | Aris Bonnevoie                         | 1–0                                    | Union Luxembourg                       |
| 1968        | US Rumelange                           | 0–0 aet 1–0 (R)                        | Aris Bonnevoie                         |
| 1969        | Union Luxembourg                       | 5–2                                    | Alliance Dudelange                     |
| 1970        | Union Luxembourg                       | 1–0                                    | Red Boys Differdange                   |
| 1971        | Jeunesse Hautcharage                   | 4–1                                    | Jeunesse Esch                          |
| 1972        | Red Boys Differdange                   | 4–3                                    | Aris Bonnevoie                         |
| 1973        | Jeunesse Esch                          | 3–2                                    | Fola Esch                              |
| 1974        | Jeunesse Esch                          | 4–1                                    | Avenir Beggen                          |
| 1975        | US Rumelange                           | 2–0                                    | Jeunesse Esch                          |
| 1976        | Jeunesse Esch                          | 2–1                                    | Aris Bonnevoie                         |
| 1977        | Progrès Niedercorn                     | 4–4 aet 3–1 (R)                        | Red Boys Differdange                   |
| 1978        | Progrès Niedercorn                     | 2–1                                    | Union Luxembourg                       |
| 1979        | Red Boys Differdange                   | 4–1                                    | Aris Bonnevoie                         |
| 1980        | Spora Luxembourg                       | 3–2                                    | Progrès Niedercorn                     |
| 1981        | Jeunesse Esch                          | 5–0                                    | Olympique Eischen                      |
| 1982        | Red Boys Differdange                   | 2–1                                    | US Rumelange                           |
| 1983        | Avenir Beggen                          | 4–2                                    | Union Luxembourg                       |
| 1984        | Avenir Beggen                          | 4–1                                    | US Rumelange                           |
| 1985        | Red Boys Differdange                   | 1–0                                    | Jeunesse Esch                          |
| 1986        | Union Luxembourg                       | 4–1                                    | Red Boys Differdange                   |
| 1987        | Avenir Beggen                          | 6–0                                    | Spora Luxembourg                       |
| 1988        | Jeunesse Esch                          | 1–0                                    | Avenir Beggen                          |
| 1989        | Union Luxembourg                       | 2–0                                    | Avenir Beggen                          |
| 1990        | Swift Hesperange                       | 3–3 aet 7–1 (R)                        | AS Differdange                         |
| 1991        | Union Luxembourg                       | 3–0                                    | Jeunesse Esch                          |
| 1992        | Avenir Beggen                          | 1–0                                    | CS Pétange                             |
| 1992-93     | Avenir Beggen                          | 5–2                                    | F91 Dudelange                          |
| 1993-94     | Avenir Beggen                          | 3–1                                    | F91 Dudelange                          |
| 1994-95     | CS Grevenmacher                        | 1–1 aet 3–2 (R)                        | Jeunesse Esch                          |
| 1995-96     | Union Luxembourg                       | 3–1                                    | Jeunesse Esch                          |
| 1996-97     | Jeunesse Esch                          | 2–0                                    | Union Luxembourg                       |
| 1997-98     | CS Grevenmacher                        | 2–0                                    | Avenir Beggen                          |
| 1998-99     | Jeunesse Esch                          | 3–0                                    | FC Mondercange                         |
| 1999-2000   | Jeunesse Esch                          | 4–1                                    | FC Mondercange                         |
| 2000-01     | Etzella Ettelbruck                     | 5–3                                    | FC Wiltz 71                            |
| 2001-02     | Avenir Beggen                          | 1–0                                    | F91 Dudelange                          |
| 2002-03     | CS Grevenmacher                        | 1–0                                    | Etzella Ettelbruck                     |
| 2003-04     | F91 Dudelange                          | 3–1 aet                                | Etzella Ettelbruck                     |
| 2004-05     | CS Pétange                             | 5–0                                    | FC CeBra 01                            |
| 2005-06     | F91 Dudelange                          | 3–2                                    | Jeunesse Esch                          |
| 2006-07     | F91 Dudelange                          | 2–1                                    | UN Käerjeng 97                         |
| 2007-08     | CS Grevenmacher                        | 4–1                                    | Victoria Rosport                       |
| 2008-09     | F91 Dudelange                          | 5–0                                    | UN Käerjeng 97                         |
| 2009-10     | FC Differdange 03                      | 1–0                                    | CS Grevenmacher                        |
| 2010-11     | FC Differdange 03                      | 1–0                                    | F91 Dudelange                          |
| 2011-12     | F91 Dudelange                          | 4–2 aet                                | Jeunesse Esch                          |
| 2012-13     | Jeunesse Esch                          | 2–1                                    | Differdange 03                         |

## Statistici

### Performanță după club
| Club                    | Trofee | Finale | Anii trofeelor                                                                           |
| ----------------------- | ------ | ------ | ---------------------------------------------------------------------------------------- |
| FA Red Boys Differdange | 15     | 9      | 1925, 1926, 1927, 1929, 1930, 1931, 1934, 1936, 1952, 1953, 1958, 1972, 1979, 1982, 1985 |
| Jeunesse Esch           | 13     | 12     | 1935, 1937, 1946, 1954, 1973, 1974, 1976, 1981, 1988, 1997, 1999, 2000, 2013             |
| Union Luxembourg        | 10     | 10     | 1947, 1959, 1963, 1964, 1969, 1970, 1986, 1989, 1991, 1996                               |
| CA Spora Luxembourg     | 8      | 8      | 1928, 1932, 1940, 1940, 1957, 1965, 1966, 1980                                           |
| FC Avenir Beggen        | 7      | 4      | 1983, 1984, 1987, 1992, 1993, 1994, 2002                                                 |
| F91 Dudelange           | 5      | 4      | 2004, 2006, 2007, 2009, 2012                                                             |
| Stade Dudelange         | 4      | 7      | 1938, 1948, 1949, 1956                                                                   |
| CS Grevenmacher         | 4      | 5      | 1995, 1998, 2003, 2008                                                                   |
| FC Progrès Niedercorn   | 4      | 3      | 1933, 1945, 1977, 1978                                                                   |
| CS Fola Esch            | 3      | 1      | 1923, 1924, 1955                                                                         |
| US Rumelange            | 2      | 2      | 1968, 1975                                                                               |
| Alliance Dudelange      | 2      | 1      | 1961, 1962                                                                               |
| FC Differdange 03       | 2      | 1      | 2010, 2011                                                                               |
| FC Aris Bonnevoie       | 1      | 5      | 1967                                                                                     |
| FC Etzella Ettelbruck   | 1      | 2      | 2001                                                                                     |
| CS Pétange              | 1      | 1      | 2005                                                                                     |
| National Schifflange    | 1      | 1      | 1960                                                                                     |
| US Dudelange            | 1      | 1      | 1939                                                                                     |
| Jeunesse Hautcharage    | 1      | 0      | 1971                                                                                     |
| Racing Club Luxembourg  | 1      | 0      | 1922                                                                                     |
| SC Tétange              | 1      | 0      | 1951                                                                                     |
| Swift Hesperange        | 1      | 0      | 1990                                                                                     |
| FC Mondercange          | 0      | 2      |                                                                                          |
| Racing Rodange          | 0      | 1      |                                                                                          |
| Cebra FC 01             | 0      | 1      |                                                                                          |
| AS Differdange          | 0      | 1      |                                                                                          |
| Olympique Eischen       | 0      | 1      |                                                                                          |
| Red Star Merl           | 0      | 1      |                                                                                          |
| UN Käerjeng 97          | 0      | 1      |                                                                                          |
| FC Wiltz 71             | 0      | 1      |                                                                                          |
| FC Victoria Rosport     | 0      | 1      |                                                                                          |

### Performanță după oraș
| Oraș             | Trofee | Finale |
| ---------------- | ------ | ------ |
| Luxemburg (oraș) | 27     | 29     |
| Esch-sur-Alzette | 16     | 13     |
| Differdange      | 16     | 11     |
| Dudelange        | 11     | 12     |
| Grevenmacher     | 4      | 5      |
| Niederkorn       | 4      | 3      |
| Rumelange        | 2      | 2      |
| Ettelbruck       | 1      | 2      |
| Pétange          | 1      | 1      |
| Schifflange      | 1      | 1      |
| Hautcharage      | 1      | 0      |
| Hesperange       | 1      | 0      |
| Tétange          | 1      | 0      |
| Mondercange      | 0      | 2      |
| Bascharage       | 0      | 1      |
| Eischen          | 0      | 1      |
| Rodange          | 0      | 1      |
| Rosport          | 0      | 1      |
| Wiltz            | 0      | 1      |

### Performanță după canton
| Canton           | Trofee | Finale |
| ---------------- | ------ | ------ |
| Esch-sur-Alzette | 52     | 46     |
| Luxembourg       | 28     | 29     |
| Grevenmacher     | 4      | 5      |
| Capellen         | 1      | 2      |
| Diekirch         | 1      | 2      |
| Echternach       | 0      | 1      |
| Wiltz            | 0      | 1      |